# Rödkronad papegoja
Rödkronad papegoja (Pionopsitta pileata) är en fågel i familjen västpapegojor inom ordningen papegojfåglar.

## Utbredning och systematik
Fågeln placeras som enda art i släktet Pionopsitta behandlas som monotypisk, det vill säga att den inte delas in i några underarter. Den förekommer i fuktiga skogar från sydöstra Brasilien till östra Paraguay och allra nordöstligaste Argentina.

## Status och hot
Arten har ett stort utbredningsområde, men tros minska i antal, dock inte tillräckligt kraftigt för att den ska betraktas som hotad. Internationella naturvårdsunionen IUCN listar arten som livskraftig (LC).